# Brevitrichia nevada
Brevitrichia nevada är en tvåvingeart som beskrevs av Kelsey 1971. Brevitrichia nevada ingår i släktet Brevitrichia och familjen fönsterflugor.
Artens utbredningsområde är Nevada. Inga underarter finns listade i Catalogue of Life.